# نیروی دفاع استرالیا

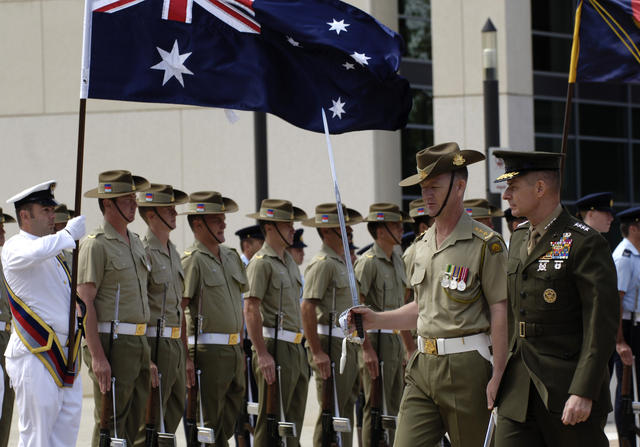
نیروی دفاع استرالیا

نیروی دفاع استرالیا (به انگلیسی: Australian Defence Force) سازمانی است نظامی که مسئولیت دفاع از استرالیا را بر عهده دارد و زیر نظر سازمان دفاع استرالیا فعالیت می‌کند. نیروهای دریایی، هوایی و زمینی ارکان اصلی نیروهای دفاعی استرالیا هستند. این سازمان دارای ۸۸۰۰۰ نیروی انسانی تمام‌وقت و ذخیره می‌باشد.